# Danse ma vie
 (septembre 2013).
Si vous disposez d'ouvrages ou d'articles de référence ou si vous connaissez des sites web de qualité traitant du thème abordé ici, merci de compléter l'article en donnant les références utiles à sa vérifiabilité et en les liant à la section « Notes et références ».
Pistes de Le Vagabond
Il ne t'aime pas Quelquefois
Danse ma vie est une chanson française sortie en 1976 dans l'album Le Vagabond, interprétée par Claude François et écrite par Jean-Pierre Bourtayre et Pierre Delanoë. Elle est la face B du 45 tours Le Vagabond, paru en novembre 1976.
Cette chanson raconte l'histoire d'un jeune homme qui quitte son pays à bord d'un bateau. Ce n'est pas sans rappeler la véritable histoire de Claude François qui a dû quitter l'Égypte à l'âge de 17 ans à bord d'un bateau. Quand Pierre Delanoë lui a fait lire le texte de la chanson, Claude en a pleuré et n'a pas fait changer un mot du texte, chose très rare.
La chanson est reprise sous le titre légèrement modifié Danse ta vie dans la comédie musicale Belles belles belles. Rendant hommage aux titres de Claude François, elle est créée en 2003 par des collaborateurs du chanteur tels Daniel Moyne, Jean-Pierre Bourtayre et Gérard Louvin.